# Stanisław Filipiak

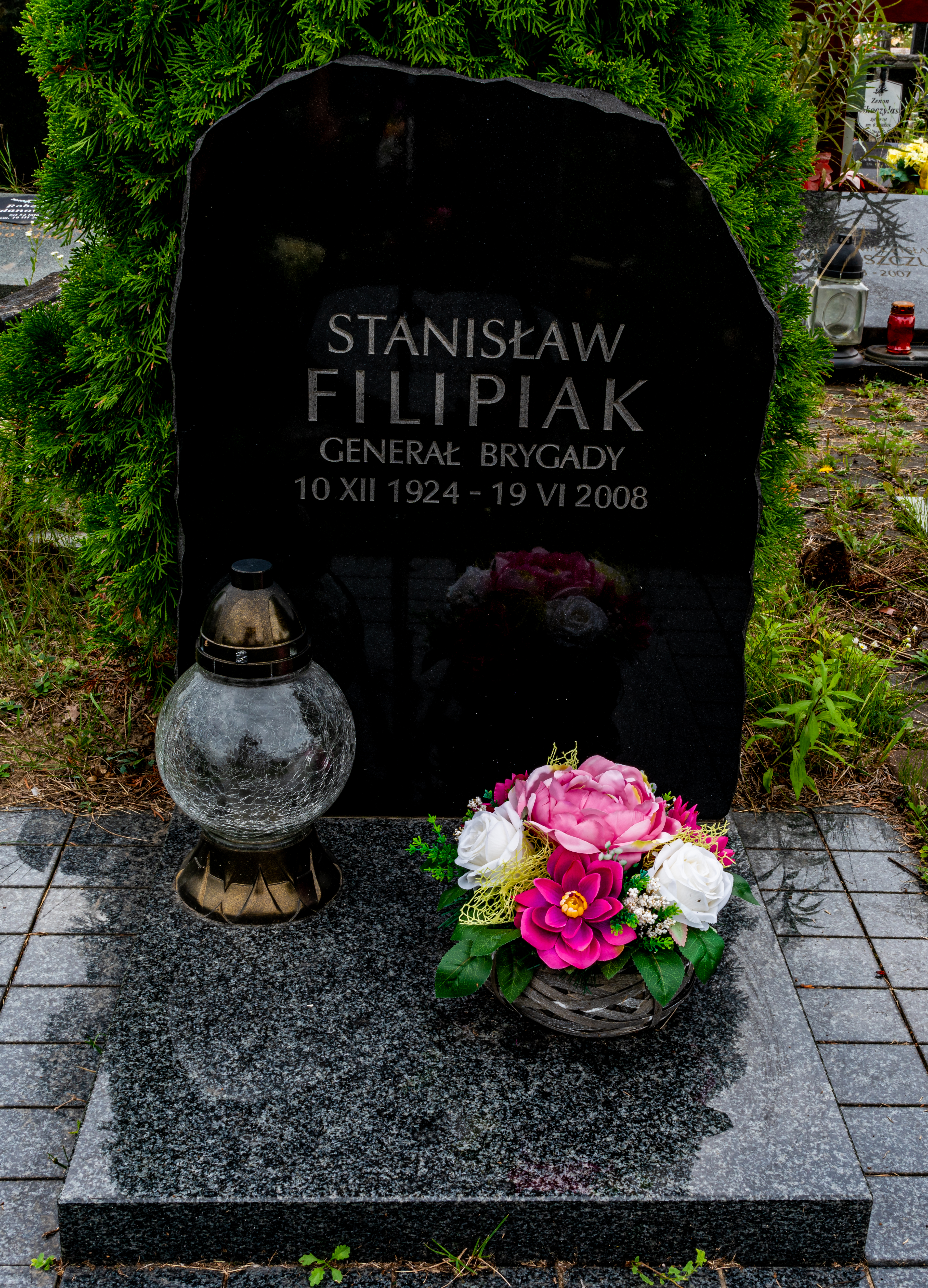
Grób Stanisława Filipiaka na cmentarzu Komunalnym Północnym w Warszawie

Stanisław Filipiak, ps. „Kos” (ur. 10 grudnia 1924 w Andrzejowie, zm. 19 czerwca 2008 w Warszawie) – żołnierz AL, generał brygady MO, wiceminister MSW PRL.

## Życiorys
Syn Antoniego i Marii. Był oficerem/szefem sztabu w randze sierż./ppor. Okręgu 3 GL/AL Warszawa Prawa Podmiejska Armii Ludowej (1943–1944). Po wstąpieniu do służby bezpieczeństwa pełnił m.in. funkcję kierownika PUBP w Kozienicach (1945–1946), kier. PUBP w Jędrzejowie (1946–1947), zastępcy naczelnika/p.o. nacz. Wydziału V Wojewódzkiego Urzędu Bezpieczeństwa Publicznego w Kielcach (1947–1948), nacz. Wydz. V WUPB w Poznaniu (1948–1950), dyrektora Departamentu V MBP (1953–1954), wicedyr. Dep. III MBP (1955), kier. WUBP w Krakowie (1956), dyr. Dep. III MSW (1963–1965), wiceministra MSW PRL (1965–1966).
Członek PPR i PZPR. Wiceprzewodniczący Komisji Weryfikacyjnej ZG ZBoWiD (1985).

## Odznaczenia
- Złota Odznaka honorowa „Za Zasługi dla Warszawy” (1967)[3]